# ビバリーヒルズ・ニンジャ
『ビバリーヒルズ・ニンジャ』（原題：Beverly Hills Ninja）は、1997年制作のアメリカ合衆国のアクション・コメディ映画。
忍者を題材としたアクション・コメディ映画。デニス・デューガン監督、クリス・ファーレイ主演。日本では1998年5月22日。

## あらすじ
ハルは日本の忍者道場に拾われて育てられたものの、ぶくぶくに太った道場一の落ちこぼれ忍者に成長、忍者認定試験にも落第する、一族の古代伝説の一つは、すべての時間の中で最大の忍者になる外国人の白人男性について話したが。
そんなある日、彼のもとに、サリーという謎の美女が現れ、ある依頼をしてくる。最近挙動不審な恋人のマーティンの家に忍び込んで調べてほしいという。ハルは2つ返事で彼女の依頼を引き受け、マーティンの家に忍び込む。
だが、ハルはそこでマーティンが偽札作りに手を染めていることを知り、さらに彼が仕事が遅れていることに腹を立てて仲間を殺す現場を目撃してしまう。
ハルはサリーを守るため、巨大な悪に立ち向かうため、ビバリーヒルズに向かう。

## キャスト
※括弧内は日本語吹替。
- ハル：クリス・ファーレイ（塩屋浩三）
- サリー・ジョーンズ/アリソン・ペイジ：ニコレット・シェリダン（渡辺美佐）
- ゴベイ：ロビン・ショウ（矢尾一樹）
- マーティン・タンリー：ナサニエル・パーカー（小野健一）
- センセイ：スーン＝テック・オー（大山高男）
- ジョーイ：クリス・ロック（中村大樹）
- ノブ：キース・クック
- イズモ：フランソワ・チャウ
- ウィル・サッソー
- ケヴィン・ファーレイ
- ビリー・コノリー